# スキャンダル (アメリカ合衆国のバンド)
スキャンダル（Scandal）は1980年代に活躍したアメリカのポップ・ロック・グループ。
パティ・スマイス（Patty Smyth：Vo）とザック・スミス（Zack Smith：G）を中心に、キャッチーな楽曲でヒットチャートを賑わせた。1984年にいったん解散するが、オリジナル・メンバーのスマイスを中心に断続的に再結成され、2008年から正式に再スタートを切った。

## キャリア
1981年にニューヨークで結成。メンバーはスマイス、スミス、イワン・エリアス（B）、キース・マック（G）、ベンジー・キング（Key）、フランキー・ラロッカ（Ds）。 間もなくドラムスはトミー・プライスに交替。1982年にコロムビア・レコードから5曲入りミニ・アルバム『スキャンダル』でデビュー。アルバムからは「グッバイ・トゥ・ユー（Goodbye to You）」 (全米65位）、「ライン・オン・ユー（Love's Got A Line On You）」 (全米59位）がヒットし、当時のMTVなどで頻繁に採り上げられた。1984年にはマイク・チャップマンのプロデュースにより、現時点で唯一のフル・アルバム『ザ・ウォリアー』をリリース。アルバムはビルボードTop200の17位まで上昇し、シングル・カットされたタイトル・ナンバーは全米7位を記録した。
バンドはデビュー直後からメジャーになったものの、レコード会社との確執、グループ内の争いに起因する目まぐるしいメンバーチェンジが続いた。1984年の「ザ・ウォリアー・ツアー」の頃までに、オリジナルメンバーのうち残ったのはスマイス、スミス、マックだけになり、同ツアー終了後まもなくバンドは解散した。
しかし、1995年6月に癌で死亡したイワン・エリアスを除くメンバーは、2004年に、VH1の"Bands Reunited"出演のために再結成、そのまま2005年2月9日、彼らのホームタウンのニューヨーク・アーヴィン・プラザでのライヴまで東海岸をツアーした。2006年の夏も、VH1の要請を受けて"We Are The 80's"ツアーのために再々結成した。大規模な野外ステージでのプレーに手ごたえを感じた彼らは2007年にも再びツアーを行った。
2008年7月、オリジナル・メンバーのパティ・スマイス、キース・マック、ベンジー・キングから、「パティ・スマイス・アンド・スキャンダル」としての新譜のリリースがビルボードを通じて発表された。2008年8月3日にデラウェア州デューイ・ビーチで行われたライヴの際、スマイスは近々新曲5曲を収録したEPをリリースすることを示唆。また、その中の1曲である"Trust In Me"を演奏した 。2009年1月17日、パティ・スマイス・アンド・スキャンダルは最初のデビューから24年の歳月を経て、コネチカット州リッヂフィールドでのライヴで再デビュー・シングル"Hard For You To Love Me"を演奏、喝采に迎えられた。

## 歴代メンバー
- パティ・スマイス - Patty Smyth (Vo)（1981-1985, 2004-)
- ザック・スミス - Zack Smith (G) (1981-1984, 2004-2006)
- キース・マック - Keith Mack (G) (1982-1985, 2004-)
- ベンジー・キング - Benjy King (Key/G) (1982-1984, 2004-2012) 2012年死去
- イワン・エリアス - Ivan Elias (B) (1982–1984) 1995年死去
- フランキー・ラロッカ - Frankie LaRocka (Ds) (1981-1982) 2005年死去
- トミー・プライス - Thommy Price (Ds) (1982-1984, 2004-2005)
- Kasim Sulton  (B) (2004–2005)
- Tom Welsch  (B) (2007-)
- Eran Asias - (Ds) (2007-)